# Macratria brevevittata
Macratria brevevittata is een keversoort uit de familie snoerhalskevers (Anthicidae). De wetenschappelijke naam van de soort is voor het eerst geldig gepubliceerd in 1933 door Pic.